# IC 2574
IC 2574 (również PGC 30819 lub UGC 5666) – magellaniczna galaktyka spiralna z poprzeczką (SBm), znajdująca się w gwiazdozbiorze Wielkiej Niedźwiedzicy w odległości około 13 milionów lat świetlnych. Została odkryta 17 kwietnia 1898 roku przez Edwina Coddingtona. Galaktyka ta należy do Grupy galaktyk M81.